# Семюел Гоффенстайн
Семюел «Сем» Гоффенстайн (англ. Samuel «Sam» Hoffenstein; 8 жовтня 1890 — 6 жовтня 1947) — американський сценарист і композитор.
Семюел народився в Росії, він емігрував до Сполучених Штатів і почав кар'єру в Нью-Йорку. У 1931 році він переїхав в Лос-Анджелес, де прожив до кінця свого життя і де написав сценарії для більш ніж тридцяти фільмів. Крім того, Гоффенстайн, разом з Коулом Портером і Кеннетом Веббом, написав музику до мюзиклу Веселе розлучення (1934). Він помер у Лос-Анджелесі, штат Каліфорнія.

## Вибрана фільмографія
- 1931: Доктор Джекілл та містер Гайд / Dr. Jekyll and Mr. Hyde
- 1931: Американська трагедія / An American Tragedy
- 1934: Веселе розлучення / The Gay Divorcee